# Dyschoriste mutica
Dyschoriste mutica är en akantusväxtart som först beskrevs av Spencer Le Marchant Moore, och fick sitt nu gällande namn av C. B. Cl.. Dyschoriste mutica ingår i släktet Dyschoriste och familjen akantusväxter. Inga underarter finns listade i Catalogue of Life.